# Рачинес
Рачѝнес (на италиански: Racines; на немски: Ratschings, Рачингс) е малко градче и община в Северна Италия, автономна провинция Южен Тирол, автономен регион Трентино-Южен Тирол. Разположено е на 976 m надморска височина. Населението на общината е 4369 души (към 2010 г.).

## Език
Официални общински езици са и италианският и немският. Най-голямата част от населението говори немски. В общината се говори и други романски език, ладинският.
| %     | Роден език      |
| 2,14  | Италиански език |
| 97,77 | Немски език     |
| 0,10  | Ладински език   |